# CFSコーポレーション
株式会社CFSコーポレーション（シーエフエスコーポレーション、英: CFS Corporation）は、かつて存在した静岡県・神奈川県を地盤としたドラッグストア（ハックドラッグなど）を展開していた企業。本社機能を神奈川県横浜市港北区新横浜に置き、本店は静岡県三島市広小路町に置いていた。ウエルシアホールディングスの子会社で、イオングループに属していた。

## 概要
横浜市に本部を置くドラッグストア「ハックイシダ」と三島市に本部を置くスーパーマーケット「キミサワ」が、1993年（平成5年）8月に合併して「ハックキミサワ」となり、2003年（平成15年）8月に「CFSコーポレーション」となった。社名の「CFS」は、Customer（顧客）、First（第一）、Stores（店舗）の略である。
主にドラッグストア「ハックドラッグ」（派生業態のハックエクスプレス・ハックベリーを含む）やイオングループのコンビニエンスストア「ミニストップ」が併設されたハイブリッド業態「れこっず」（2014年撤退）を運営した（詳細は「#展開店舗・地域」を参照）。
「キミサワ」は、薬剤部門の旧社（店）名に「キミサワ薬局」があったこと（店舗の一部は後に「ハックドラッグ」に店名変更）、スーパーマーケットの「スーパーキミサワ」があるためで、創業者の姓と創業の地であるかつて君沢郡（きみさわぐん・きみさわのこおり）と呼ばれた場所に由来する。登記上の本店所在地は、三島広小路駅の南隣にある踏切から近い。建物屋上に時計があり「CFSコーポレーション」の看板が設置されていた。
2000年（平成12年）4月にイオンと業務資本提携を締結。2010年（平成22年）に関係がより強化されイオンの子会社となり、同グループのH&BC事業分野の中核会社として指名されたが、その過程には紆余曲折があった（詳細は「#業務資本提携問題」を参照）。スーパーマーケット事業は2010年（平成22年）8月21日付でイオンの完全子会社であるイオンキミサワへ継承され、2013年（平成25年）3月1日にマックスバリュ東海へ合併された（合併後も店名の「キミサワ」は残っており合併時に23店舗あったが、2021年2月28日のキミサワ加茂川店の建て替えによる一時閉店と新店舗でのマックスバリュへの変更により「キミサワ」の店名は消滅した）。
2015年（平成27年）9月1日、株式交換によりウエルシアホールディングス傘下に移行、翌2016年（平成28年）9月1日付でウエルシア薬局株式会社に吸収合併され解散した。以降はハックドラッグ（派生業態のハックエクスプレス・ハックベリーを含む）の運営は同社に引き継がれ、神奈川県以外の店舗はウエルシア薬局への店名変更が進められている。

## 沿革
- 1923年（大正12年）7月 - イシダ創業者の石田初太郎が、個人営業の工業薬品等の小売店を神奈川県横浜市南区の横浜橋通商店街にて創業。
- 1926年（大正15年）9月 - キミサワ創業者の君澤安が、個人営業の薬局を静岡県三島市広小路町にて創業。
- 1947年（昭和22年）9月 - 君澤安の妻・君澤キシノが営業を継承して君澤薬業株式会社を設立。
- 1949年（昭和24年）11月 - 有限会社石田薬店を設立。
- 1955年（昭和30年）12月 - 有限会社石田薬店から有限会社イシダ薬局に商号変更。
- 1957年（昭和32年）9月 - 君澤薬業株式会社から株式会社君澤薬局に商号変更。
- 1964年（昭和39年）11月 - 有限会社イシダ薬局が薬局のチェーン展開開始。
- 1965年（昭和40年）9月 - 株式会社君澤薬局がドラッグストア店舗の運営開始。
- 1966年（昭和41年）8月 - 有限会社イシダ薬局が株式会社に組織変更し、株式会社イシダに商号変更。
- 1967年（昭和42年）8月 - 株式会社君澤薬局がスーパーマーケットのチェーン展開を開始。
- 1968年（昭和43年）8月 - 小港薬品株式会社を設立。同社が株式会社イシダの営業を承継。
- 1970年（昭和45年）8月 - 小港薬品株式会社から株式会社クスリのイシダに商号変更。
- 1972年（昭和47年）9月 - 株式会社君澤薬局から株式会社キミサワに商号変更。
- 1976年（昭和51年）9月 - 株式会社クスリのイシダがドラッグストアのチェーン展開開始、日本初の大型ドラッグストアを横浜市磯子区杉田に開店[3][4]。
- 1979年（昭和54年）2月 - 株式会社クスリのイシダから株式会社ハックイシダに商号変更。
- 1988年（昭和63年）12月 - 名古屋証券取引所第二部に株式上場。
- 1989年（平成元年）9月 - 株式会社キミサワが調剤薬局のチェーン展開を開始。
- 1993年（平成5年）8月21日 - 株式会社キミサワを存続会社とし、株式会社ハックイシダを吸収合併、株式会社ハックキミサワに商号変更。
- 1996年（平成8年）11月 - 東京証券取引所市場第二部に株式上場。
- 1997年（平成9年）
  - 1月 - 富士市・富士宮市を中心にドラッグストアを展開する株式会社ウイステリアと業務資本提携[5]。
  - 2月21日 - 子会社として株式会社きずな総合開発を設立[6]。
  - 8月1日 - 東京証券取引所・名古屋証券取引所の市場第一部に指定替え。
- 1998年（平成10年）8月21日 - 株式会社ウイステリアを吸収合併。
- 2000年（平成12年）4月 - ジャスコ株式会社（現：イオン株式会社）と業務・資本提携。
- 2002年（平成14年）9月 - 旧ウイステリアの店舗「ウイズ」で使われていたポイントカードを「カムズカード」へ移行。
- 2003年（平成15年）8月21日 - 株式会社ハックキミサワから株式会社CFSコーポレーションに商号変更。
- 2004年（平成16年）10月 - イオン株式会社との業務資本提携を解消。
- 2005年（平成17年）
  - 2月 - 名古屋証券取引所の上場廃止。
  - 9月 - ヘルス&ビューティーケア事業について、株式会社ダイエーと業務提携。
- 2006年（平成18年）1月 - イオン株式会社とイコールパートナーシップに基づく関係構築を発表。
- 2007年（平成19年）10月 - 株式移転により共同持株会社を設立しアインファーマシーズと経営統合することを発表。
  - しかし筆頭株主のイオン株式会社が強く反発。委任状争奪戦の末、2008年1月の臨時株主総会で否決され経営統合は破談となった（「業務・資本提携問題」節の「アインファーマシーズとの経営統合問題」を参照）。
- 2008年（平成20年）
  - 3月17日 - イオン株式会社と業務資本提携に合意したと発表、アインファーマシーズとの間で進められていた経営統合は事実上白紙撤回された。同日付で「イオン・ウエルシア・ストアーズ」に復帰。
  - 5月8日 - イオン株式会社と業務資本提携契約を締結。同時に株式公開買付けの上限を引き上げ、公開買付け期間の延長の旨を合意した。
  - 5月14日 - 代表取締役会長兼社長の石田健二（前身の一つである株式会社ハックイシダの創業者）が名誉会長に就任し、石田岳彦が代表取締役社長に就任する。
  - 6月11日 - 公開買付けが6月3日で終了し、増資された普通株式全てをイオンに割当。
  - 9月1日 - 御殿場市との協定に基づき、キミサワの2店舗（御殿場246店・御殿場便船塚店）でレジ袋の無料配布を中止。
- 2009年（平成21年）
  - 4月4日 - マックスバリュ東海、遠鉄ストア、静鉄ストアの3社と、静岡県内スーパー4社合同で青森県産王林りんごの販売を実施。
  - 12月8日 - 神奈川県大和市の薬樹株式会社と、保険調剤薬局事業との融合に関して業務提携。
- 2010年（平成22年）
  - 3月1日 - 月間の購入金額に応じてポイント倍率が変わる「カムズクラブカードステップアップシステム」を開始[7]。
  - 3月8日 - 企業成長に向けたイオンとの提携関係強化の基本合意（イオンの子会社化、イオンH&BC事業分野の中核会社指定、スーパーマーケットへのイオン直系への分離）を発表。
  - 4月6日 - スーパーマーケット事業を引き継ぐための受け皿会社として、イオンキミサワ株式会社を設立。
  - 5月20日 - 株式会社イオンを割当先とする第三者割当増資が行われ、イオンの子会社（50.08%）となる。
  - 5月21日 - 関西地区における「ハピコム」の中枢企業であるタキヤ及び、イオングループのコンビニエンスストア「ミニストップ」との業務提携を発表。
  - 8月20日 - タキヤ、ミニストップとの業務提携に基づき、3社共同出資の新会社株式会社れこっずを設立。
  - 8月21日 - スーパーマーケット事業を吸収分割によりイオンキミサワ株式会社へ継承。同時にイオンキミサワ全株式をイオンへ譲渡し、同社はイオンの完全子会社となった[8]。
  - 10月7日 - 既存の「ハックドラッグ磯子広町店」を業態変更し、ドラッグストアとコンビニエンスストアのハイブリッド業態である「れこっず」第1号店となる「れこっず磯子広町店」をオープン。
  - 11月16日 - 連結子会社の株式会社きずなフーズを解散。
- 2011年（平成23年）
  - 8月 - イオンリテール株式会社より「カラダ・ラボ」を承継し、順次「ハックドラッグ」に転換。
- 2012年（平成24年）
  - 5月14日 - 定時株主総会にて、決算期を毎年2月20日から毎年2月末日に変更することを決議。2013年2月期は、2012年2月21日から2013年2月28日までの12か月と8日の変則決算とする[9][10]。
  - 7月1日 - 「カムズクラブカード」とWAONが一体となった「ハックドラッグWAONカード」発行開始。
  - 9月21日 - 連結子会社の株式会社ヤン・ヤンが手がけるドーナツ販売事業（ミスタードーナツのフランチャイズ）を、マックスバリュ東海株式会社に事業譲渡[11]。
- 2014年（平成26年）
  - 1月31日 - 株式会社ヤン・ヤンの清算結了[12]。
  - 6月 - 株式会社れこっずの保有全株式を売却。
  - 9月1日 - 完全子会社の株式会社きずな総合開発を吸収合併[13]。
- 2015年（平成27年）
  - 2月22日 - 朝日新聞や日本経済新聞などの報道により薬歴未記載問題が判明（詳細は「#薬歴未記載問題」を参照）。
  - 5月19日 - 株主総会でウエルシアホールディングス株式会社の完全子会社化（イオンの孫会社化）を承認[14]。
  - 8月1日 - 「カムズカード」のポイント使用単位を500ポイント単位から1ポイント単位に変更[15]。
  - 8月27日 - 東京証券取引所第一部上場廃止。
  - 9月1日 - 株式交換によりウエルシアホールディングス株式会社の完全子会社となる。同時に両社間での株主優待券の相互利用（傘下のドラッグストアにおける使用）を開始[16]。
  - 12月31日 - 「ハックドラッグWAONカード」[17]及び、株式会社CFSコーポレーションの商品券の発売終了。
- 2016年（平成28年）
  - 1月4日 - 「ハックドラッグTポイントカード」の受付開始。
  - 2月29日 - 「カムズクラブカードステップアップシステム」など、従来のポイントサービスを終了。
  - 3月1日 - Tポイントサービスの開始。導入に合わせ、レジが東芝テック製から富士通フロンテック製に切り替わる。前日まで付加できた「カムズクラブカード」のポイントはクーポン券扱いとなる。
  - 3月29日 - Tマネーの利用開始[18]。
  - 4月21日 - 2016年9月1日付でウエルシア薬局株式会社に吸収合併されることを発表[19]。
  - 6月30日 - 2015年2月末日時点の当社株主に対して発行された最後の株主優待券と株主優待カードの使用有効期限が終了。これをもって当社の株主優待制度は終了し、ウエルシアホールディングス株式会社発行の株主優待券に一本化された[16]。
  - 9月1日 - ウエルシア薬局株式会社に吸収合併され解散[1]。

## 業務資本提携問題

### イオンとの業務・資本提携問題
2000年（平成12年）4月、CFSは当時のジャスコ株式会社（現：イオン株式会社）と業務資本提携を実施した。しかし提携の効果が現れず、CFSは2004年（平成16年）10月に提携を解消すると発表し、イオン・ウエルシア・ストアーズ（現：ハピコム）の活動を凍結したが、イオンは「継続している」と主張し意見が対立した。
2006年（平成18年）1月に相互の主張を受け入れて「イコールパートナーシップ」構築を発表、イオン・ウエルシア・ストアーズの活動はCFS側の主張が通り凍結を継続した。

### アインファーマシーズとの経営統合問題
CFSは2007年（平成19年）10月5日、調剤薬局最大手のアインファーマシーズと株式移転により持株会社の株式会社CFSアインホールディングス（仮称）を設立し、経営統合することを発表した（移転比率はCFS1：新会社0.30、アイン1：新会社1.25）。この発表に対し、イオンは同日記者会見を開き、岡田元也イオン社長が「統合比率がCFSに不利」「（イオンに対し）何の説明もなく自主再建を放棄した」「両社の合意条項に違反する」などとCFS経営陣を厳しく非難し、経営統合反対を表明した。
同年11月5日、CFS・アイン両社が株式移転契約を正式に締結。11月16日、イオンと傘下のウエルシア関東（現：ウエルシア薬局）・マックスバリュ東海の3社が共同で、業務提携を軸にアインとの統合を上回る企業・株主価値向上を図る『CFSコーポレーションのV字回復を目指す企業価値向上策の提案』（イオングループ提案）をCFSに送付した。
CFS取締役会が同年12月13日、イオングループ提案の拒否、臨時株主総会の招集（2008年1月22日）、アインとの経営統合議案の提出を決議。これを受け、12月17日にはイオンが臨時株主総会で経営統合議案を否決するため委任状勧誘を開始したと発表、プロキシーファイト（委任状争奪戦）に突入した。
2007年12月29日から翌2008年（平成20年）1月10日にかけて、イオン・CFS両社がそれぞれ株主向け説明会を実施。CFSは同年1月11日「米国の大手議決権行使助言機関2社が『統合比率は妥当』と当社経営陣を支持した」と発表し、既にイオンに委任状を提出した株主に対しても「（株主総会に出席し）賛成しても法的責任は問われない」と再考を求めた。
同年1月22日、CFS臨時株主総会招集。特別決議による採決の結果、アインとの経営統合議案は42.87%の反対で否決された。経営陣同士で合意した経営統合がプロキシーファイトの末に株主総会で否決され破談となったのは、同時期の2007年2月に東京鋼鐵と大阪製鐵の経営統合が東京鋼鐵の株主総会で否決された例に続き、過去2例目となる。

### イオンとの関係修復へ
翌2008年（平成20年）3月、CFSはこれまでの強硬姿勢から一転してイオングループ提案の受け入れを始め、現在の15%から30%前後を上限とするイオンの追加出資（経営の独立性に配慮）、アインとの統合計画を主導した石田健二会長兼社長の引責辞任（5月の定時株主総会後）など、イオンとの関係修復・強化に向け調整していると一部で報じられた。CFS側も、3月3日の発表で未だ合意はしていないものの交渉中であることを認めた。
2週間後の3月17日、CFSはイオンとの業務資本提携に合意したと正式に発表した。これにより、アインファーマシーズとの経営統合問題は事実上終結。CFSは同日「イオン・ウエルシア・ストアーズ」に、提携解消による脱会以来約3年3ヶ月ぶりに復帰した。この復帰を機に取り扱い中止していたプライベートブランド（トップバリュ・ウエルシア）の取り扱い再開やイオン銀行ATM設置などの金融サービスの充実を図った。
同年4月3日、CFSはイオン株式会社による株式公開買い付けの開始を発表。5月8日にはイオン株式会社との業務・資本提携契約を締結し、同時に公開買付けの上限を引き上げ、公開買付け期間の延長の旨を合意した。公開買付けは6月3日に終了し、6月11日に増資された普通株式全てをイオンに割当した。
経営統合問題の解決後、2010年（平成22年）3月8日にCFSはイオンとのさらなる提携強化に基本合意した。具体的には以下の通りである。
- ドラッグストア事業はイオングループ内におけるH&BC（ヘルス&ビューティー）事業分野の中核会社に位置づけ、総合スーパー（GMS）でのH&BC売場の活性化を進めると共に、グループ内のH&BC事業の強化を図る。イオンはCFSの店舗網を活かして首都圏でのドラッグ事業を強化すると共に、CFSも医療分野並びに関連する周辺ビジネスの本格参入を進める。
- スーパーマーケット事業部門は、今後1年以内にCFSから切り離しイオンへ継承。イオンが新たに設立する直接子会社で「キミサワ」の人材・路線を継承しつつ、収益基盤や店舗網の強化を行いブランドの復権を目指す。
- イオンはCFSに対する出資比率を51%を目処とする過半数まで引き上げ、両社の関係をより密なものにする。なお、CFS株式の上場維持を前提とし、執行体制は現在の体制を継続する。

上記提携関係強化の一環として、同年3月24日にイオンが当社株式に対する公開買付けを開始。当社も同日に第三者割当による新株式を発行すると共に、イオンが行う公開買付けに賛同する意を表明し、本公開買付けに応募するか否かは株主の判断に委ねることを決議した。これによりCFSは同年5月20日付けでイオンの子会社となった。
スーパーマーケット事業については、同年4月6日にCFSが完全子会社の「イオンキミサワ株式会社」を設立し、同年8月21日付けでCFSのスーパーマーケット事業をイオンキミサワに継承すると共に、イオンキミサワの全株式をイオンへ譲渡。これによりCFSはドラッグストア事業に専念することとなった。またこれに伴い、ハックドラッグ・キミサワ両店共通であったポイントカード「カムズカード」はハックドラッグのみで運用されることになり、キミサワでは同一仕様のポイントカード「グラッテカード」の運用を開始した。この「グラッテカード」に関しては、イオンキミサワでもイオンの電子マネー「WAON」に対応したことや、同じ静岡県・神奈川県で「マックスバリュ」を展開するマックスバリュ東海との統合を発表したこともあり、2013年2月28日に廃止された。同年3月1日にマックスバリュ東海へ吸収合併されイオンキミサワは解散、既存店舗はマックスバリュ東海が引き継ぐことになった。継承後も店舗ブランドは保持されたが、2020年（令和2年）から2021年（令和3年）にかけて順次、改装に伴う「マックスバリュ」への屋号変更や閉店が行われたことにより、イオンキミサワで展開ていた店舗ブランドは消滅している。
2011年夏頃には、イオングループのGMS・スーパーマーケット事業の中核会社であるイオンリテール株式会社より、中部地区を中心に展開していたドラッグストア「カラダ・ラボ」を承継して順次「ハックドラッグ」に転換。これを契機に、かつて旧イオン・ウエルシア・ストアーズに加盟していたスギ薬局（現：スギホールディングス）が地盤を固め、イオングループのドラッグ事業ハピコムとして弱体化していた中部エリアの立て直しを、CFSがH&BC事業分野の中核会社として推し進めることとなった。また同時に関東エリアへの本格展開も合わせて進めるとした。

### ウエルシアHDとの経営統合と解散
2014年10月には、同じくイオンと提携関係にあるウエルシアホールディングスとの間で、株式交換によりウエルシアホールディングスを完全親会社、CFSを完全子会社として、2015年9月を目処に経営統合を目指すことで合意したと発表した。
翌2015年2月22日、朝日新聞や日本経済新聞などの報道により大量の薬歴未記載問題が判明。各社報道の見出しには「ハックドラッグ」の店名よりも「イオン系ドラッグストア」としてイオンの社名が大きく報じられた。同年2月10日にはくすりの福太郎（ツルハグループ）での薬歴未記載問題が報じられたばかりであり、診療報酬の不正請求を伴うものとして厚生労働省からも問題視される事態となった（詳細は「#薬歴未記載問題」を参照）。
同年4月21日、予定どおり同年9月1日付でウエルシアホールディングスとの間で株式交換による経営統合契約を結ぶことを発表、5月19日の株主総会において賛成多数で承認。9月1日に当初の合意発表通りにウエルシアホールディングスの完全子会社となり、ハピコム参加企業の傘下に収まることで決着した。
翌2016年9月1日、ウエルシアホールディングス傘下のウエルシア薬局を存続会社として吸収合併され解散。「ハックドラッグ」などの既存店舗の運営をウエルシア薬局が引き継いだ。

## 展開店舗・地域
ウエルシア薬局に合併後は順次「ウエルシア」に屋号を変更し、東京都・神奈川県以外の店舗は全店舗「ウエルシア」に屋号が変更された。神奈川県では引き続きウエルシア薬局が「ハックドラッグ」の屋号で新規出店を行っている。

### 展開業態
- ハックドラッグ（HAC） - 一般的なドラッグストア。調剤薬局併設店舗の一部では、薬をすり潰すための乳鉢のロゴが入っている店舗もある。
  - 英字表記の「HAC」とは Health and Communication を略した語であるが、2001年（平成13年）以前は Healthy and Clean の略としていた。
  - 1989年（平成元年）頃までは小文字表記の「hac」となっていた。ロゴが大文字表記になるまでは「クスリのイシダ」「ハックファミリーストアー」「ハックヘルシーワールド」等の店舗名が存在した。
- ハックエクスプレス（HAC Xpress） - 駅ナカ・駅ビルに展開する小型店舗の都心型ドラッグストア。
- ハックベリー - 美しが丘店（横浜市青葉区美しが丘西）1店舗のみ存在。調剤併設店[31]。2016年9月1日にハックドラッグに店名変更[31]。
- ハックファミリーセンター - 木材、園芸用品、カー用品などを取り扱うホームセンター店舗。
- れこっず（RECODS） - イオングループのコンビニエンスストア「ミニストップ」が併設されたハイブリッド業態。2014年8月末をもって当社はれこっずの事業から撤退しており、旧れこっず店舗はミニストップが運営、もしくは閉店及びハックドラッグへの業態転換が行われている。関西地区はイオングループのタキヤによって展開されていたが、同様に閉店やTAKIYA（後にウエルシアに屋号変更）に業態転換されている。

### 展開地域
2015年10月30日時点。
- 群馬県：1店舗（ハックドラッグのみ）
- 茨城県：1店舗（ハックドラッグのみ）
- 千葉県：3店舗（ハックドラッグのみ）
- 埼玉県：1店舗（ハックドラッグのみ）
- 東京都：31店舗（ハックドラッグ28店舗、ハックエクスプレス3店舗）
- 神奈川県：168店舗（ハックドラッグ165店舗、ハックエクスプレス2店舗、ハックベリー1店舗）
- 山梨県：1店舗（ハックドラッグのみ）
- 静岡県：86店舗（ハックドラッグのみ）
- 愛知県：15店舗（ハックドラッグのみ）
- 三重県：3店舗（ハックドラッグのみ）

## 関連会社

### 子会社
- 株式会社ホーム・ファーマシー - 合併に伴ってウエルシア薬局の子会社となり、現在も存続されている。
- 株式会社函南ショッピングセンター - 不動産賃貸業。合併に伴ってウエルシア薬局の子会社となり、2020年3月に親会社のウエルシア薬局へ吸収合併された。
- 株式会社CFSサンズ - 障害者の雇用の促進等に関する法律に基づく特例子会社。2016年9月に同じウエルシアHDグループのウエルシアオアシスへ吸収合併された。

### 過去の関連会社
- 株式会社れこっず - コンビニエンスストアとドラッグストアの複合的新業態開発のための合弁会社。株保有率はミニストップ株式会社51%、当社30%、タキヤ株式会社19%であったが、当社は2014年6月に保有全株式を売却。さらに同年9月にはミニストップ株式会社に吸収合併され消滅した。

## 不祥事

### 薬歴未記載問題
CFSコーポレーションが運営するハックドラッグの調剤薬局で、患者の薬剤服用歴（薬歴）を記録せず処方箋医薬品を調剤し患者に処方していたとして、2015年2月22日に朝日新聞や日本経済新聞などで報道された。2013年6月末時点の社内調査で、20店舗でで合計7万8,140件という多数にわたる薬歴記載漏れがあったとされる。
同社への取材の結果「運営する一部の調剤薬局で、薬剤師が患者から聞き取った内容をメモのまま放置しパソコンに入力せず、電子薬歴への転記作業が速やかに行われていなかった」として事実を認めた。報道を受け、CFSコーポレーションは同日にニュースリリースで「薬剤服用歴管理に関するお詫びとお知らせ」を発表。「本件を重く受け止め、調剤薬局全店の薬歴管理状況について自主調査を行う」とした。
薬剤師は医師の処方箋により調剤する際に、患者に薬剤について説明し服薬指導を行うとともに、患者から症状や併用薬などを聴取し、薬のカルテである薬歴として記録し保管する必要がある。また「お薬手帳」に処方薬の記録を経時的に記載する。これらをすべて行うことにより「薬剤服用歴管理指導料」として診療報酬（当時は1回につき原則410円）を請求できる。未記載の場合は副作用などを把握できないまま調剤する危険があるばかりでなく、診療報酬の不正請求が行われていたことになる。
薬歴未記載問題は、同年2月にくすりの福太郎（ツルハグループ）で発覚し、約17万件の記載漏れがあることが2月10日の朝日新聞のスクープにより明らかになった。それに引き続きハックドラッグでも大量の薬歴未記載が発覚した。
大手ドラッグストアの調剤薬局で薬歴未記載が相次いで発覚したことを受け、厚生労働省は日本薬剤師会、日本保険薬局協会、日本チェーンドラッグストア協会の3団体に対し自主点検を要請。その結果、2014年の1年間だけで1220薬局で約81万2,000件に上る薬歴未記載があったことが同年6月24日に判明。最大3億円の診療報酬が不正請求されたとして、厚生労働省は3団体を通じて各薬局に診療報酬の返還を求めるとした。